# 西田町木村
西田町木村（にしたまち きむら）は、福島県郡山市の大字である。郵便番号は963-0914。

## 地理
郡山市北東部の西田地区に属する。南で西田町根木屋、西で西田町芹沢、北で西田町三町目、東で西田町大田、南東で田村郡三春町山田とそれぞれ隣接する。概ね町村制施行以前の田村郡木村の流れを汲む地域である。一級水系阿武隈川水系堤川とその支流の木ノ下川流域を主な範囲とする。川沿いの平地に水田が広がり、山裾や高台を中心に集落が立地する。域内を磐越自動車道が、南端部を国道288号バイパスが東西に横断する。西田町三町目に所在する郡山北警察署西田駐在所及び日和田町に所在する郡山消防署日和田分署がそれぞれ管轄にあたる。

### 主な字
字
- 池ノ上
- 深田入
- 南
- 平石
- 松ノ中
- 後田

- 坂ノ下
- 宮田
- ノト内
- 清水堂
- 松ケ作
- ナカハサマ

- 前舘
- 古内
- 寺ノ前
- 行部入
- 大畑越
- 川端

- 木ノ下
- 二池
- 古舘ノ下
- 仁田ノ沢

### 河川
一級水系阿武隈川水系
- 堤川
  - 木ノ下川

## 歴史
- 1879年1月27日 - 守山藩領木村が福島県内における郡区町村制の施行により田村郡の村となる。
- 1889年4月1日 - 町村制の施行により木村が三町目村、大田村、鬼生田村と合併し逢隈村が発足する。旧木村域は逢隈村の大字となる。
- 1955年4月1日 - 逢隈村が高野村と合併し西田村が発足し、西田村の大字となる。
- 1965年8月1日 - 西田村が中田村と共に郡山市に編入され、郡山市の大字となる。

## 世帯数と人口
2024年1月1日現在の世帯数と人口は以下の通りである。
| 大字       | 世帯数  | 人口   |
| ---------- | ------- | ------ |
| 西田町木村 | 129世帯 | 4368人 |

## 小・中学校の学区
市立小・中学校に通う場合、学区は以下の通りとなる。
| 番地 | 義務教育学校     |
| ---- | ---------------- |
| 全域 | 郡山市立西田学園 |

## 交通

### 鉄道
- JR磐越東線

### 道路
- 磐越自動車道
  - 郡山東インターチェンジ
- 国道288号
  - 郡山東バイパス
  - 三春西バイパス
- 郡山市道1-50号根木屋鬼生田線（郡山東部広域農道）

## 施設
- 木村集会所
- 木村公園
- 建福寺
- 木村神社